# アリサカ
株式会社アリサカ(英名：Arisaka Company, Ltd.）は、かつて九州地方を中心にアミューズメント施設及びスーパー銭湯を展開していた株式会社。

## 概要
1978年に設立され、1993年に株式会社へ改組。九州を中心にアミューズメント施設を展開し、さらには同業者を買収するなどして規模を拡大。しかし、急激な店舗展開が裏目となり有利子負債などが増加、2007年3月期の売上高99億1488万円に対して借入金は110億円にも上っていた。さらに、過去にも不適切な会計処理が判明し、適切な会計処理が行われていた場合は債務超過の可能性が出ていた。このため、アリサカは2008年6月3日に宮崎地方裁判所に会社更生法の適用を申請して経営破綻し、同年6月28日付で上場廃止となった。負債総額は135億3207万円とされているが、実質の負債はリース債務約77億円が含まれるため、213億3000万円以上となる。
当初はスポンサーの支援を受けながら再建を図る予定であったが、リーマン・ショックなどもあり、自主再建の道を選択。宮崎地方裁判所は2009年8月30日に、同年6月30日にアリサカが提出した会社更生計画を認可。更生計画では、アミューズメント施設33店舗の内、東北・関東・東海の8店舗を同年9月1日付でアクトワークス・フェドラ・アミーゴの3社にそれぞれ売却すると同時に東北・関東から撤退する、残りの25店舗を同年9月1日付で、アリサカの受け皿会社としてアリサカの元役員が設立した株式会社アール・アール・ビー（RRB。「アーバンスクエア株式会社」から社名変更）が運営し、店舗の売却益やRRBの売り上げなどを元金にして、債権者へ弁済を行うことが盛り込まれた。
RRBは、2009年9月1日付で、東海・近畿・九州の25店舗をアリサカから継承して営業を開始した。東北・関東・東海の残る8店舗も、同日付でアリサカからアクトワークス・フェドラ・アミーゴの3社へ譲渡され、3社へ譲渡された一部の店舗は譲渡後も「アーバンスクエア」「ジョイプラザ」の店舗名のまま残った。アリサカは、2014年までかかるとしていた弁済手続が予定よりも早く進み、2011年12月14日に更生計画が終結したと同時に解散した。
RRBは、同業他社との競合により、東海・近畿の全店舗並びに宮崎県以外の九州の全店舗を閉店もしくは同業者へ売却、2014年8月にサンリブシティ小倉（北九州市小倉南区）にあった「アムロット小倉店」を閉鎖した際、賃貸契約の中途解約であったために多額の違約金が発生して経営が悪化。このためRRBは、宮崎県内の一部店舗を福岡県小郡市に本社があるアム・スペース（2019年10月に山口県周南市に本社があるサードプラネットへ吸収合併）へ売却したが、同年12月25日に宮崎地方裁判所から破産手続開始決定を受けた。負債総額は約8億円。RRB最末期は宮崎県のみでの営業となっていた他、本社もアーバンスクエア北バイパス店内に置いていた。RRBは2017年11月1日に法人格が消滅した。
会社更生手続開始時のアリサカ旧本社の建物は、2021年現在、宮崎ガスの関連会社である宮崎ガスリビングの事務所となっている。RRBの破産手続開始決定時の本社が入居していたアーバンスクエア北バイパス店の建物は破産手続開始決定後に解体され、2021年現在、ガリバーの店舗（ガリバーミニクル→リベラーラ）となっている。RRBから事業を引き継いだ株式会社VISION PLANNINGは、当初はRRB本社と同一地に本社を置いていたが、2015年10月に本社を宮崎市加納へ、登記上の本店を宮崎市学園木花台へそれぞれ移転した。VISION PLANNINGは、2020年5月にジョイプラザ都城店（宮崎県都城市）が閉店した事により、アミューズメント施設事業から撤退した。末期はゲームコーナーを閉鎖し、ボウリング場とダーツコーナーのみの営業となっていた。ジョイプラザ都城店の建物も後に解体された。VISION PLANNINGは古着店であるキングファミリーのフランチャイジーに特化することになった。
シンがRRBから譲受した「ジョイプラザ豊岡店」（兵庫県豊岡市）は、自社ブランドである「MECHA」へ変更せずに「ジョイプラザ」のまま営業している。アクトワークスがアリサカから譲受した3店舗の内、「ジョイプラザ」の店舗名で営業していた2店舗が2019年に閉店し（内1店舗は共和コーポレーションへ再譲渡）、アリサカが2006年3月に買収し、2009年9月にアクトワークスへ再譲渡された「アーバンスクエア安佐エース店」（栃木県佐野市）も、アクトワークスの親会社である渡邊油化が2019年9月にアミューズメント施設事業撤退を決定したことから（アクトワークスは2019年12月に渡邊油化へ吸収合併）、同年10月にエターナルアミューズメントへ再々譲渡されたものの、エターナルアミューズメントが2020年4月に破産手続開始決定を受けたことから、2度も「アーバンスクエア安佐エース店」の運営会社が経営破綻することとなってしまった。

## 沿革
- 1978年 - 有限会社アリサカを設立。
- 1993年 - 株式会社アリサカに改組。
- 2002年 - ジャスダックに株式上場。
- 2008年5月27日 - 宮崎地裁へ会社更生法適用を申請することを決定（6月3日に申請）。
- 2008年6月28日 - 上場廃止。
- 2009年8月31日 - 裁判所による更生計画案認可、株式の100%減資、売却予定の店舗を除く25店舗の運営を新設されたアーバンスクエア株式会社（本社所在地はアリサカと同じ）に移管。
- 2009年9月1日 - 各店舗が新しい運営会社による営業を開始。
- 2011年12月14日 - アリサカの会社更生手続が終結[6]。
- 2012年3月 - アーバンスクエア株式会社が株式会社アール・アール・ビー（RRB）に社名変更[8]。
- 2013年12月 - アール・アール・ビーが運営している店舗の一部（宮崎県内の店舗が中心）を、株式会社ビジョンプランニング（VISION PLANNING）に分割譲渡する[8]。
- 2014年12月25日 - 宮崎地裁がアール・アール・ビーの破産手続き開始を決定する。
- 2017年11月1日 - アール・アール・ビーの法人格消滅[16]。

## 展開していた店舗
- アーバンスクエア（ゲームセンター等）

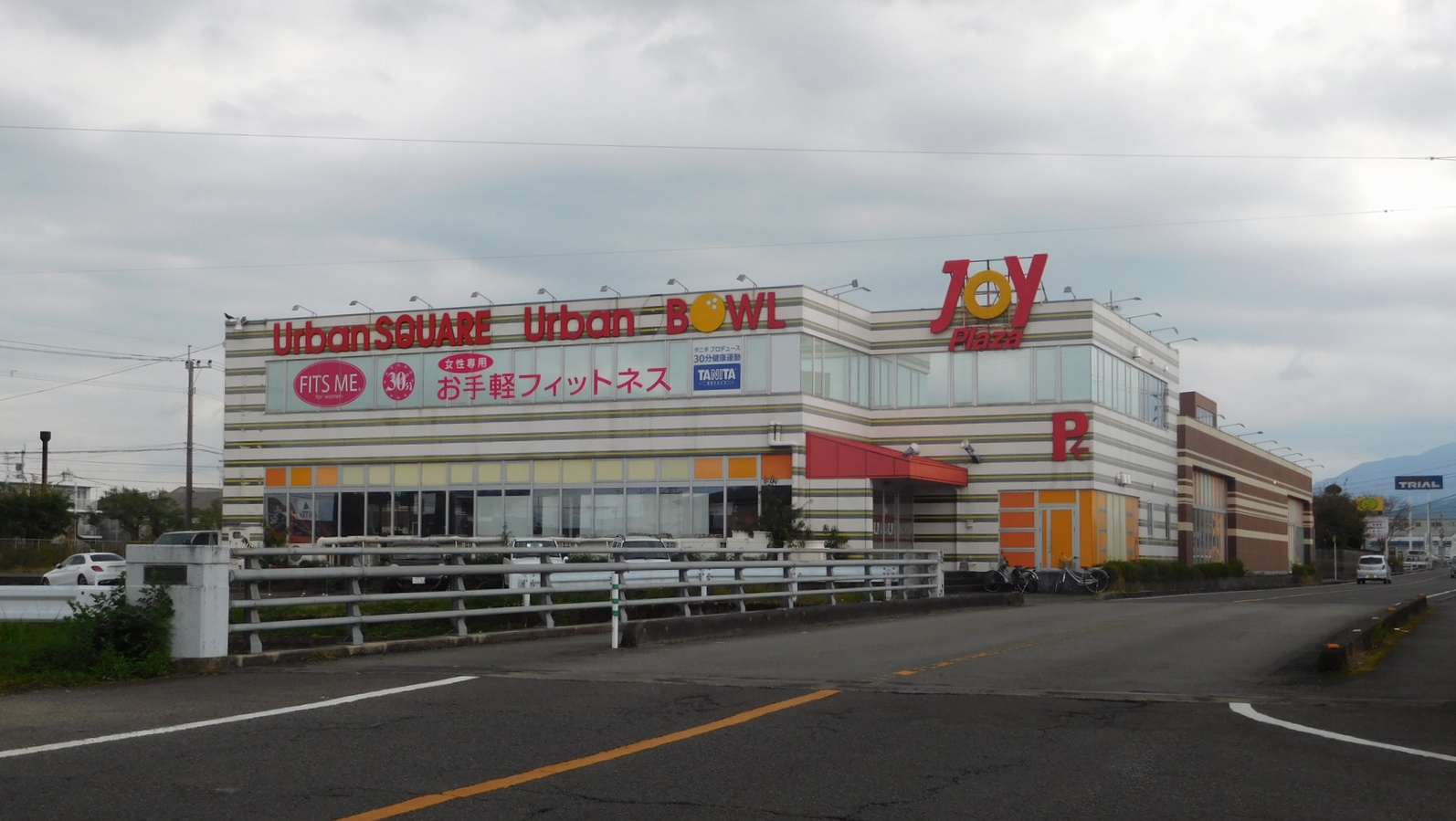
ジョイプラザ都城店（VISION PLANNINGが運営していた最後の店舗、2020年5月までに閉店）
2021年以降はドラッグコスモス三股店敷地に転用されている。

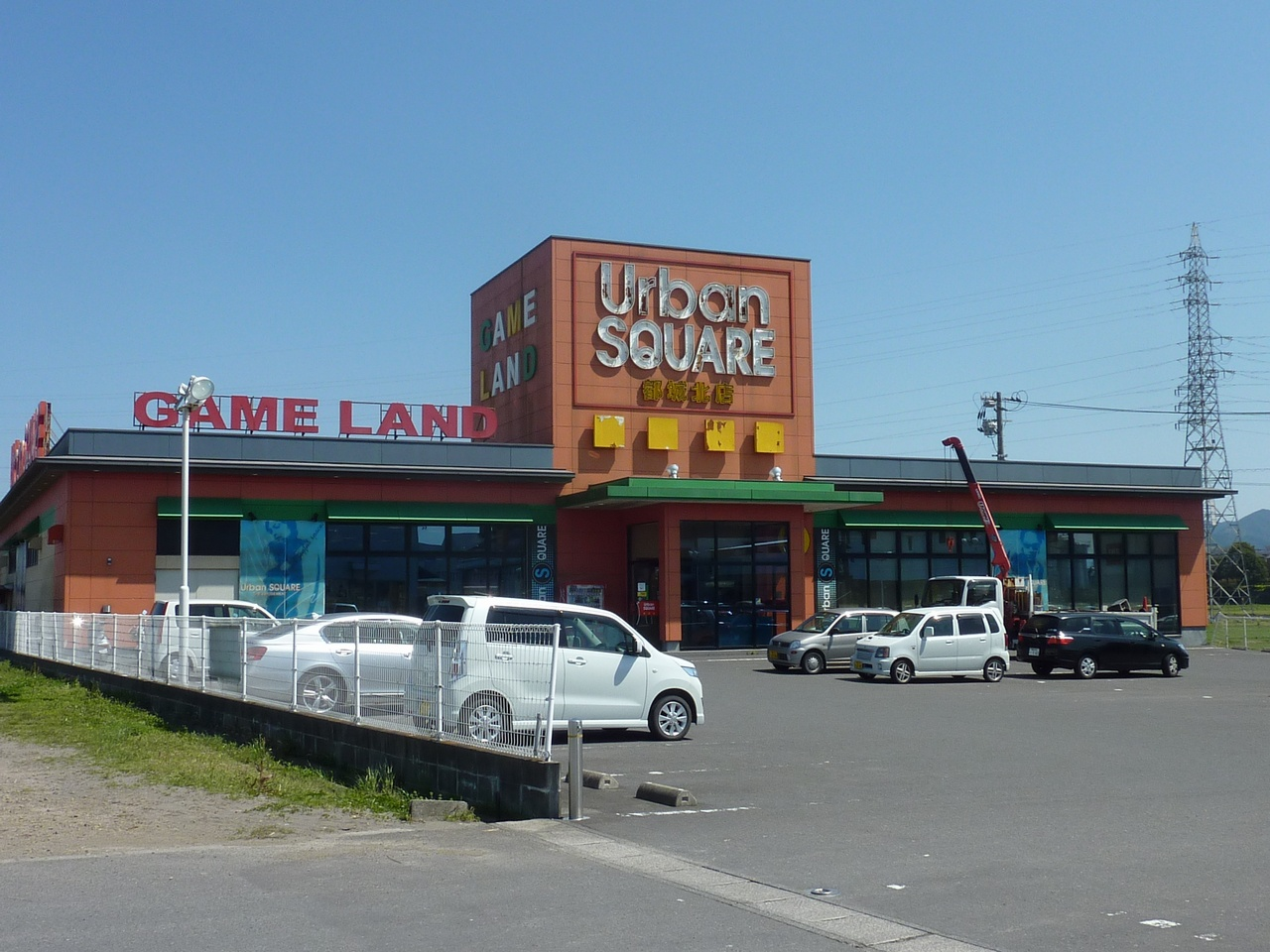
アーバンスクエアの店舗（都城北店）
写真の店舗は2014年11月にサンゲームス（アム・スペース→サードプラネット運営）に転換された後に、2023年12月にサープラ都城あそびタウンへ改装している

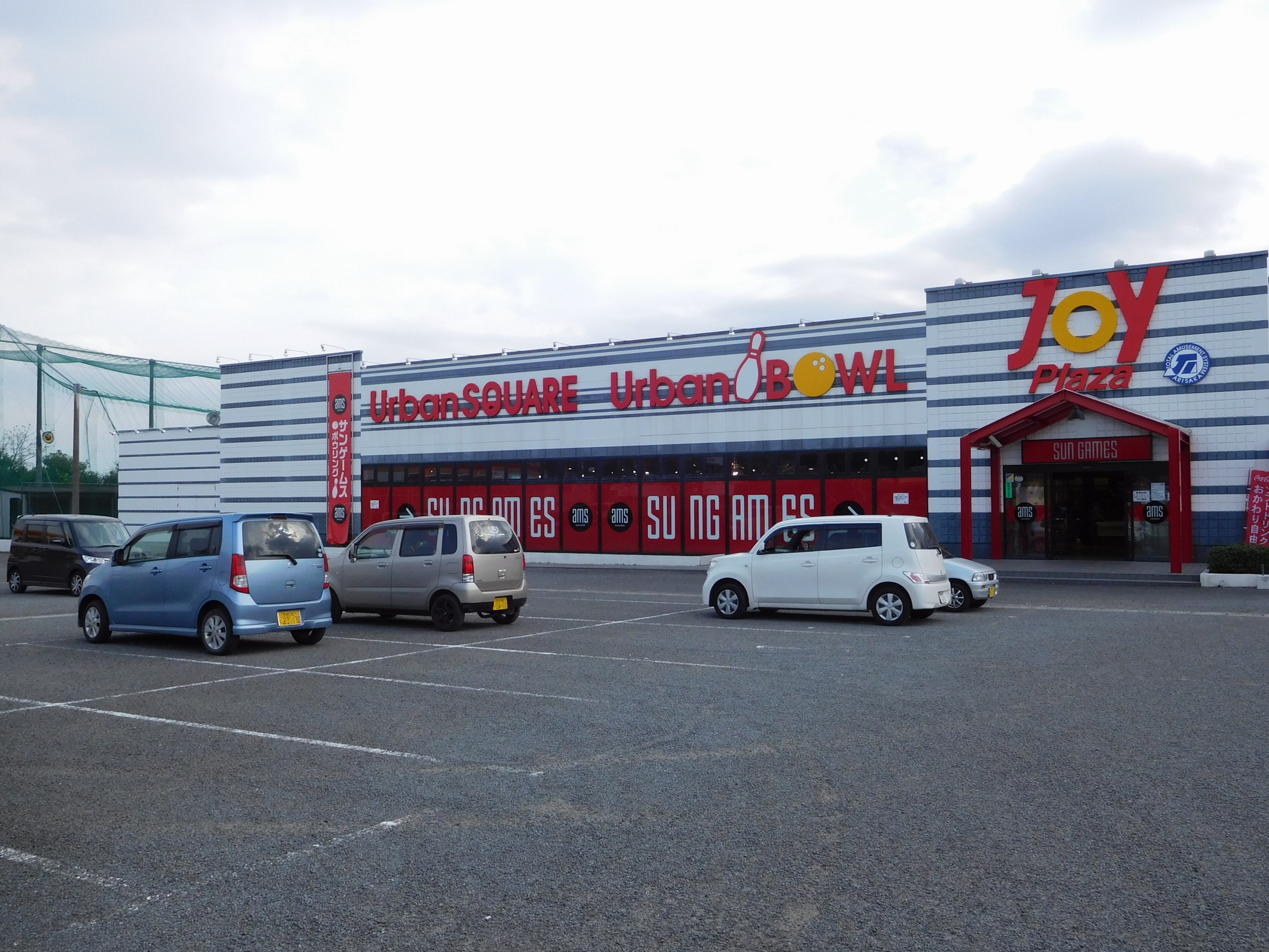
旧・ジョイプラザの店舗（サンゲームス小林店に転換後2016年5月に閉店）
外観はアリサカ・RRB時代とほぼ同様である

- ジョイプラザ（ゲームセンター，ボウリング場，バッティングセンター等）
- がらっぱ湯（スーパー銭湯，飲食店等[17]）

## 社員による株の不正取引による金融商品取引法違反行為について
会社更生法を申請するに至った「複数年度に亘る不適切な会計処理が判明したこと」を知った当時のアリサカ社員2名が会社更生法申請日である2008年5月27日より前の同年4月16日に保有している株式を売却していた。証券取引等監視委員会は金融商品取引法の内部者取引の規制に違反するとして、この社員2名に課徴金納付命令をだすよう内閣総理大臣および金融庁に勧告を行った。